# 55-я улица (линия Уэст-Энд, Би-эм-ти)
|   |   |   |   |   |
| · | · | · | · | · |

|   |   |   |   |   |
| · | · | · | · | · |

«55-я улица» (англ. 55th Street) — станция Нью-Йоркского метрополитена, расположенная на линии Уэст-Энд, Би-эм-ти. Станция находится в Бруклине, в округе Боро-Парк, на пересечении 55-й улицы и 13-й авеню. На станции останавливается маршрут D (круглосуточно).

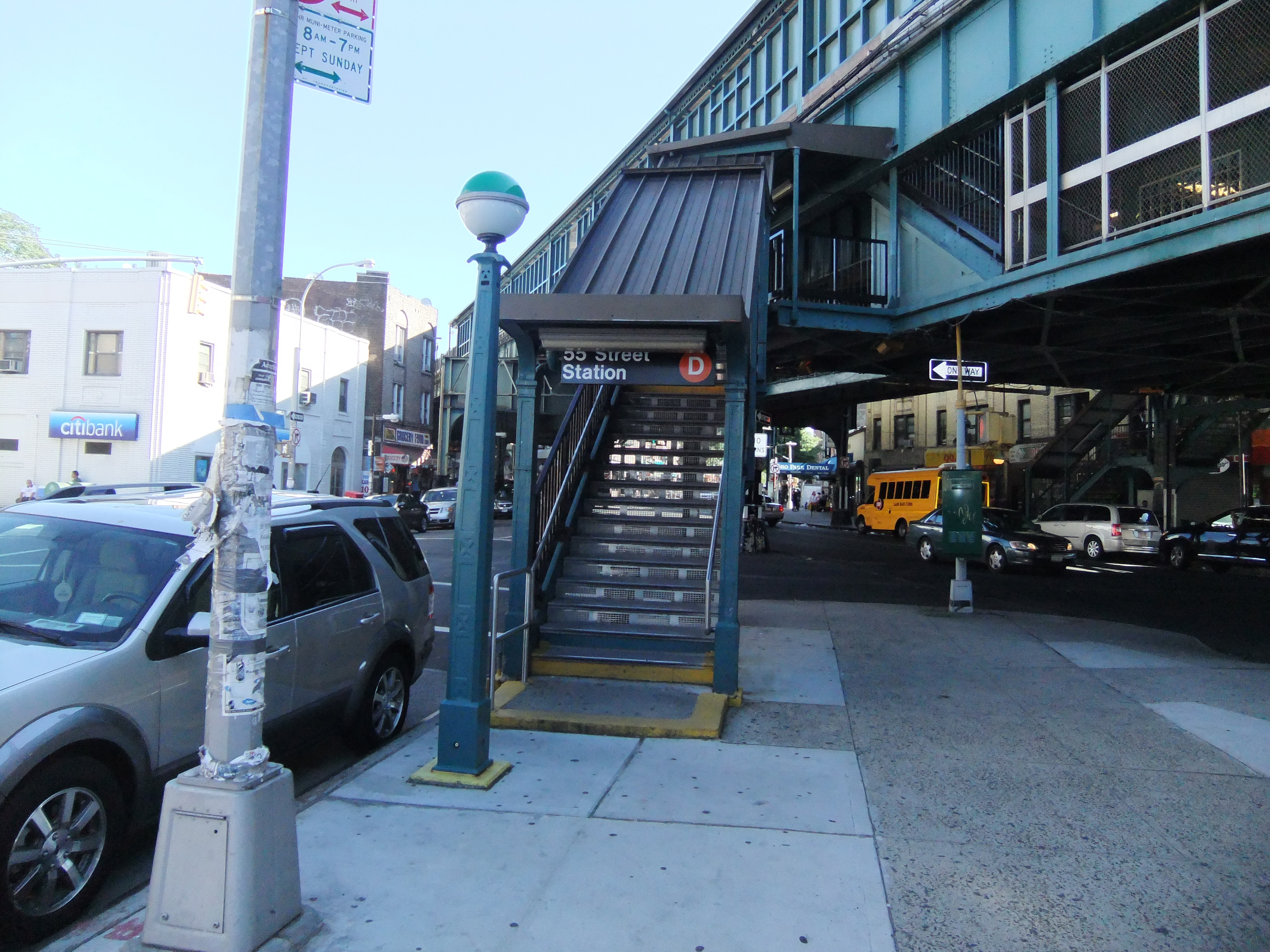
Выход со станции

Станция эстакадная, представлена двумя боковыми платформами, обслуживающими только внешние пути трёхпутного участка линии. Центральный экспресс-путь не используется для маршрутного движения поездов. Платформы оборудованы зелёными навесами практически по всей их длине, за исключением концов. Платформы огораживает высокий бежевый забор. Станция реконструировалась в 2005 — 2009 годах.
Станция имеет единственный выход, расположенный в центральной части платформ. Лестницы с каждой платформы ведут в эстакадный мезонин под платформами, где расположен турникетный павильон, зал ожидания и проход между платформами. Оттуда в город ведут три лестницы, ко всем углам перекрёстка Нью-Ютрект авеню и 55-й улицы, кроме северо-западного.